# Stromay
Ne doit pas être confondu avec Stroma.
Stromay, en gaélique écossais Stròmaigh, est une île du Royaume-Uni située en Écosse.